# حسين علي بابا
حسين علي بابا (11 فبراير 1982) لاعب كرة قدم بحريني يلعب حاليا لصالح نادي الدرجة الأولى المحرق البحريني في مركز قلب الدفاع.

## العقد المالي
وكيل أعمال اللاعب هو محمود الفردان. تبلغ قيمة شراء عقده السوقية 25.5 ألف دينار بحريني (حوالي 67 ألف دولار أمريكي) ويرتبط بعقد احترافي مع نادي المحرق يحصل بموجبه على 12700 دينار بحريني (33600 دولار أمريكي) شهريا.

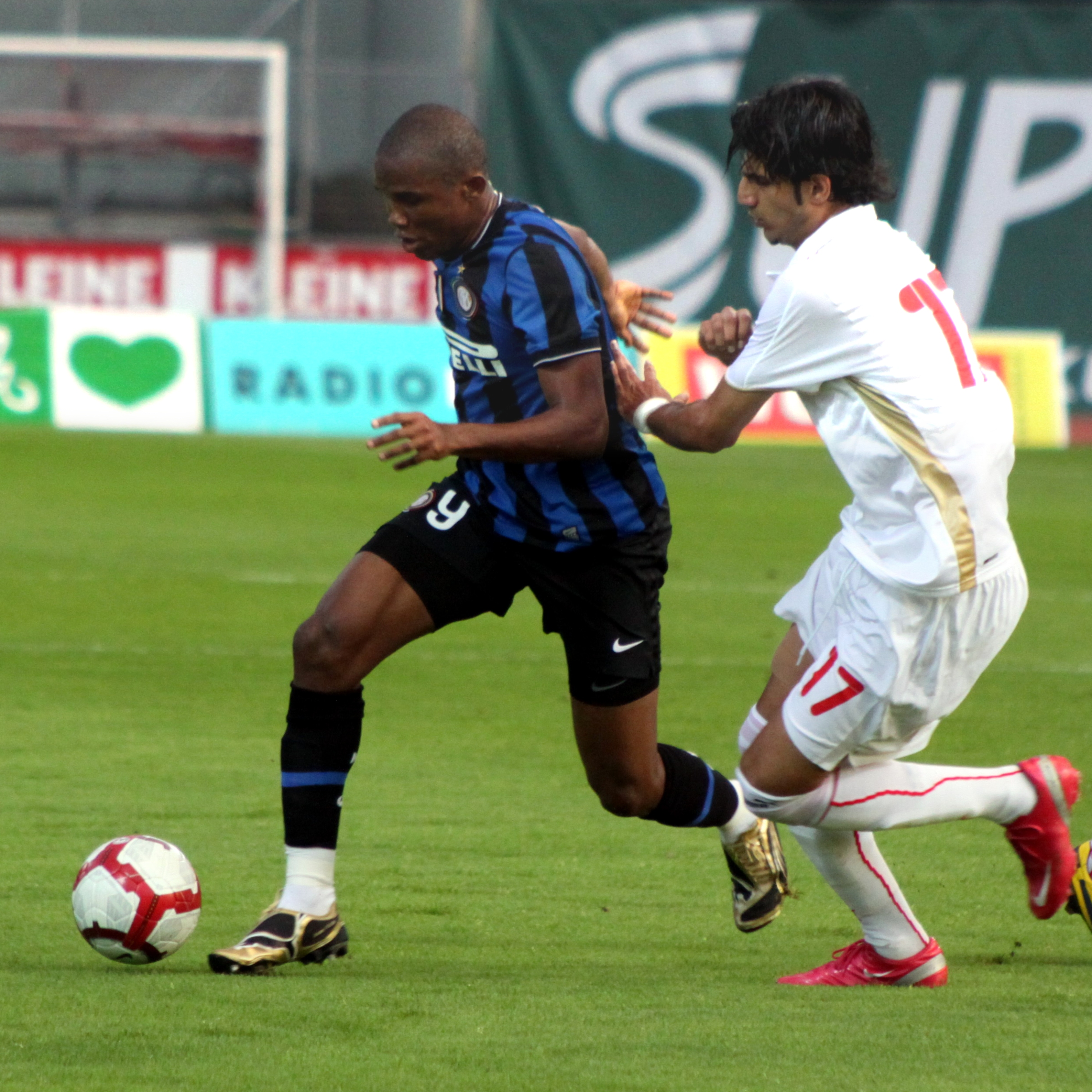
حسين بابا جنب صامويل إيتو ضمن مباراة ودية بين البحرين و نادي إنتر.

## الإنجازات

### الرفاع
- الدرجة الأولى (1): 2003
- كأس ولي العهد (3): 2002، 2003، 2004
- كأس الاتحاد البحريني (2): 2001، 2004

### الكويت
- الدوري الكويتي (3): 2006، 2007، 2013
- كأس الأمير (1): 2014
- كأس الاتحاد الكويتي (1): 2012
- كأس الخرافي (1): 2005
- كأس الاتحاد الآسيوي (2): 2012، 2013

### أم صلال
- كأس الشيخ جاسم (1): 2009

### الشباب السعودي
- كأس الأمير فيصل بن فهد (1): 2010

### الصداقة
- كأس ملك البحرين (1): 2016

## روابط خارجية
- حسين علي بابا على موقع قاعدة بيانات كرة القدم.إي يو (الإنجليزية)
- حسين علي بابا على موقع ناشيونال فوتبول تيمز (الإنجليزية)
- حسين علي بابا على موقع Soccerway.com (الإنجليزية)
- حسين علي بابا على موقع عالم كرة القدم.نت (الإنجليزية)